# El Veïnat d'Avall (Santa Coloma de Farners)
El Veïnat d'Avall és una entitat de població del municipi de Santa Coloma de Farners, a la comarca de la Selva. En el cens de 2006 tenia 153 habitants.